# La TV ataca
La TV Ataca fue un programa televisivo de Argentina entre el 29 de abril de 1991 y 1993 (año en que fue rebautizado como "La TV Ataca de nuevo"). El programa era conducido por Mario Pergolini, con la ayuda de Paki Galé, Pipo Cipolatti, Juan Di Natale, Rolo Rossini y Leo Fernández.

## Historia
En 1990 Pergolini trabajó en "Video Línea", un programa de Cablevisión con música, videos y películas. En 1991 volvió a la televisión abierta con "La TV ataca", similar a dicho programa de cable. El programa se destacó por emplear un estilo de conducción transgresor y desacartonado, diferente al habitual por aquellos años. Comenzó a emitirse por América TV, pasó por ATC, y finalmente se instaló en la medianoche de Canal 9 en 1992.
El programa compitió en dicho horario con Videomatch, un programa de Marcelo Tinelli, hasta su final en 1993. Pergolini y Tinelli también competían los domingos a la noche con los programas Hacelo por mí y Ritmo de la noche, lo cual originó la rivalidad mediática entre ambos conductores, la cual se extendió más allá de los finales de dichos programas.
La cortina musical del programa era la canción "La TV ataca", de Daniel Sais and B.A. Connection"; y la cortina del cierre era "Hard to be", de The Vaughan Brothers.